# Aderus medioglaber
Aderus medioglaber is een keversoort uit de familie schijnsnoerhalskevers (Aderidae). De wetenschappelijke naam van de soort werd in 1931 gepubliceerd door Maurice Pic.